# As Yggdrasil Trembles
As Yggdrasil Trembles deseti je studijski album švedskog death metal-sastava Unleashed. Diskografska kuća Nuclear Blast Records objavila ga je 19. ožujka 2010.

## Popis pjesama
Tekstovi: Johnny Hedlund, glazba: Fredrik Folkare, osim gdje je navedeno drugačije.
| 1.    | »Courage Today, Victory Tomorrow!« |                | 3:54 |
| 2.    | »So It Begins...«                  |                | 3:24 |
| 3.    | »As Yggdrasil Trembles«            |                | 4:52 |
| 4.    | »Wir kapitulieren niemals«         | Johnny Hedlund | 3:26 |
| 5.    | »This Time We Fight«               |                | 3:02 |
| 6.    | »Master of the Ancient Art«        |                | 3:48 |
| 7.    | »Chief Einherjar«                  |                | 3:41 |
| 8.    | »Return Fire«                      |                | 4:04 |
| 9.    | »Far Beyond Hell«                  |                | 3:18 |
| 10.   | »Dead to Me«                       |                | 2:47 |
| 11.   | »Yahweh and the Chosen Ones«       |                | 3:52 |
| 12.   | »Cannibalistic Epidemic Continues« |                | 4:59 |
| 45:07 |                                    |                |      |

| Bonus pjesma na ograničenom izdanju | Bonus pjesma na ograničenom izdanju | Bonus pjesma na ograničenom izdanju | Bonus pjesma na ograničenom izdanju | Bonus pjesma na ograničenom izdanju | Bonus pjesma na ograničenom izdanju | Bonus pjesma na ograničenom izdanju | Bonus pjesma na ograničenom izdanju | Bonus pjesma na ograničenom izdanju | Bonus pjesma na ograničenom izdanju |
| Br.                                 | Skladba                             | Autor                               | Trajanje                            |                                     |                                     |                                     |                                     |                                     |                                     |
| ----------------------------------- | ----------------------------------- | ----------------------------------- | ----------------------------------- | ----------------------------------- | ----------------------------------- | ----------------------------------- | ----------------------------------- | ----------------------------------- | ----------------------------------- |
| 13.                                 | »Evil Dead« (obrada Deatha)         | Chuck Schuldiner                    | 2:32                                |                                     |                                     |                                     |                                     |                                     |                                     |
| 47:39                               |                                     |                                     |                                     |                                     |                                     |                                     |                                     |                                     |                                     |

## Zasluge
| Unleashed - Johnny – bas-gitara, vokal - Fredrik – solo-gitara, inženjer zvuka, produkcija - Tomas – ritam gitara - Anders – bubnjevi | Ostalo osoblje - Peter In de Betou – mastering - Rachel Daucé – fotografije - Sebastian Ramstedt – grafički dizajn, dizajn |